# Sara Schoenbeck (Album)
Sara Schoenbeck ist das Debütalbum der Fagottistin Sara Schoenbeck. Die zwischen Mai 2019 und April 2021 entstandenen Aufnahmen erschienen am 26. November 2021 auf Pyroclastic Records.

## Hintergrund
Die Fagottistin Sara Schoenbeck war zuvor häufig in Blas- und Kammerorchestern zu finden, hatte aber auch stets in der Szene des Modern Creative und in der nicht-idiomatischen Improvisationsmusik gearbeitet. Dort war sie als Mitglied des Tri-Centric Orchestra von Anthony Braxton aktiv; zudem hatte sie mit Wayne Horvitz, Wadada Leo Smith, Matt Mitchell, Peggy Lee, Harris Eisenstadt, Taylor Ho Bynum, Nicole Mitchell, Roscoe Mitchell, Nels Cline, Henry Threadgill, Vinny Golia und vielen anderen gespielt oder aufgenommen. Viele dieser Verbindungen sind auf das Album Sara Schönbeck übergegangen; es besteht aus einer Reihe von Duetten mit Wayne Horvitz, Harris Eisenstadt, Nicole Mitchell, Nels Cline, Roscoe Mitchell, Mark Dresser, Robin Holcomb und Peggy Lee. Schoenbecks selbstbetiteltes Debütalbum ist das erste derartige Projekt ihrer Karriere: „Der Klang des Fagotts hat definitiv etwas Menschliches“, sagt sie in einem Interview. „Die große Anzahl an Tasten ermöglicht so viele Möglichkeiten an [Klang]farben.“ „Ich liebe Orchestermusik, aber ich fühlte mich immer ein bisschen eingeengt von der klassischen Standardtechnik und dem klassischen Repertoire für Fagott“, sagte sie. „Ich hatte nie das Gefühl, dass es mir erlaubt war, all das auszudrücken, was ich musikalisch sagen wollte. Das Fagott ist flexibler und flüssiger als traditionell realisiert.“ Schoenbeck sagte weiter:
„Das Konzept bestand darin, einen Überblick darüber zu geben, wer ich als Musikerin gewesen bin, nämlich Komponistin, Improvisatorin und Mitarbeiterin. Und ich wollte, dass dieses Projekt Leute umfasst, mit denen ich gespielt habe, Leute, die einen großen Unterschied in meiner Musikalität gemacht haben. Das Duo-Format machte am meisten Sinn, da das Fagott von Natur aus ein leises Instrument ist. In größeren Besetzungen können die feinen klanglichen Annäherungen und Verschiebungen des Instruments – die Intimität des Fagotts – verloren gehen.“ Sara Schoenbeck schrieb „Absence“ zu Ehren ihrer Freundin, der verstorbenen Fagottistin Marcuselle Whitfield. Das Album enthält mehrere experimentelle Improvisationen wie das Duett „Auger Strokes“ von Matt Mitchell und „Chordata“ mit Roscoe Mitchell.

## Titelliste
- Sara Schoenbeck: Sara Schoenbeck (Pyroclastic Records)[2]

1. O'Saris (Harris Eisenstadt, Sara Schoenbeck) 6:01
2. Sand Dune Trilogy (Nicole Mitchell, Sara Schoenbeck) 9:54
3. Lullaby (Nels Cline) 8:15
4. Chordata (Roscoe Mitchell) 3:26
5. Augur Strokes (Matt Mitchell) 11:08
6. Absence 6:12 (Mark Dresser, Sara Schoenbeck)
7. Anaphoria (Wayne Horvitz, Sara Schoenbeck) 4:34
8. Suspend a Bridge (Peggy Lee, Sara Schoenbeck) 5:28
9. Sugar (Robin Holcomb) 3:57

Die Tracks 1 und 3 wurden im Studio G, Brooklyn aufgenommen; Track 2 aufgenommen bei Pinch Recordings in Queens. Track 4 wurde bei Audio for the Arts, in Madison, Wisconsin aufgenommen, Track 5 bei Oktaven Audio in Mt. Vernon, New York. Track 6 wurde im Signature Studio, San Diego aufgenommen; Tracks 7 und 8 im Afterlife Studio, Vancouver,  Track 9 im London Bridge Studio, Seattle.

## Rezeption
Die Seltenheit des Fagotts in herkömmlichen Jazz-Ensembles habe sie motiviert, ihren eigenen Weg in der Welt der Improvisation zu gehen, meinte Izzy Blankfield (London Jazz News). Als Improvisatorin habe sich Schoenbeck von den Multiinstrumentalisten Eric Dolphy, Steve Lacy und insbesondere dem Trio von Jimmy Giuffre inspirieren lassen, was sie zu einem experimentelleren Ansatz geführt hätte. In den neun Stücken, die vom melodischen „Sugar“ mit der Sängerin Robin Holcomb bis zum abstrakteren „Anaphoria“ mit dem Pianisten Wayne Horvitz reichen, zeige Schoenbeck die unglaubliche Vielseitigkeit ihres Instruments. Mit drei Eigenkompositionen Schönbecks, drei Fremdkompositionen und drei geradlinigen Improvisationen verbinde das Album komplexe und aufwändige musikalische Gestaltung mit unverwechselbarer Spontanität. Einer der faszinierendsten Tracks sei „Chordata“, ihr Duo mit dem Saxophonisten Roscoe Mitchell, ein vollständig improvisiertes Stück, das sich von einzelnen Tönen zu einer berauschenden Klangkaskade aufbaue.
Dave Sumner (Bandcamp Daily) zählte das Album zu den besten Neuveröffentlichungen des Monats und schrieb, es gebe eine bittersüße Qualität, die Sara Schoenbeck in jedes Projekt einbringe. Die Art und Weise, wie sie eine Melodie durch ihr Fagott kanalisiere, trage ein wenig Melancholie mit sich, einen dünnen Sonnenstrahl, einen durchdringenden Sinn für den Blues. Dies schwinge immer wie verrückt mit. Diese Duo-Aufnahmen zeigten, dass diese Qualitäten noch nuancierter geworden sind, und mit noch größerem Gefühl ausgestrahlt.

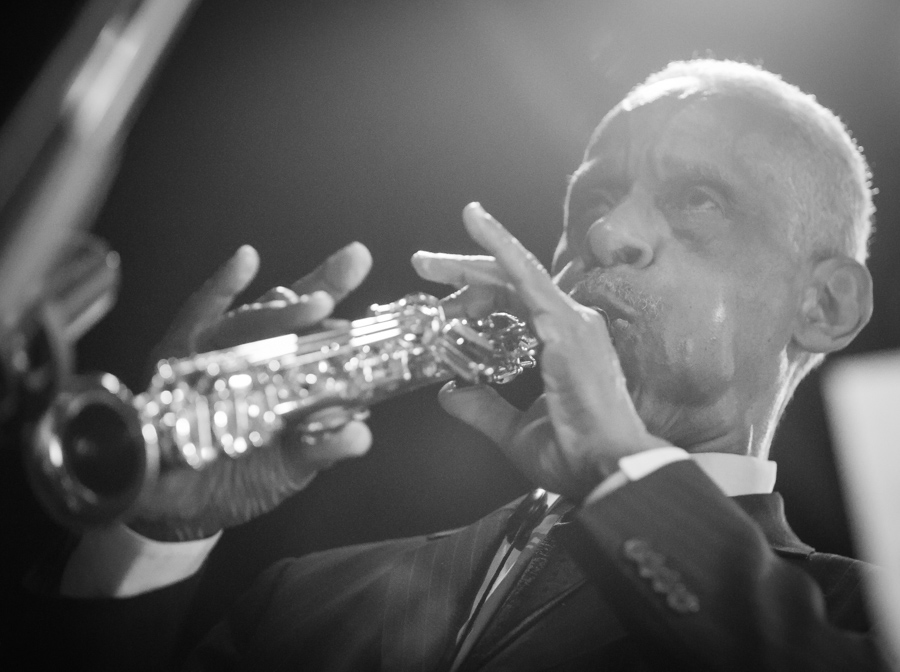
Roscoe Mitchell beim Kongsberg Jazzfestival 2017

Hier nutze Schönbeck diese Stücke, um nicht nur ihre Beziehungen zu anderen Musikern, sondern auch zu ihrem Instrument zu erforschen und zu erweitern, meinte Mike Borella (Avant Music News). So zeige ihr Spiel im Laufe des Albums eine breite Palette von [Klang]farben, Texturen und Gefühlen, während sie die einzigartigen Klänge des Fagotts aus der Perspektive einer klassisch ausgebildeten Experimentalistin erforsche. Schoenbeck und Roscoe Mitchell würden etwas schaffen, das wie ein frei improvisiertes Stück klinge; so erkunden die beiden unstrukturierte Klänge und Texturen, die sich kontinuierlich verzahnen und trennen. Ihr Duo mit Matt Mitchell sei ganz anders, wobei letzterer seine charakteristischen labyrinthischen Klavierlinien in einem längeren, hochstrukturierten Kammerspiel beitrage. Die hier vertretene, am ähnlichsten spielende Duo-Partnerin sei wohl die Cellistin Peggy Lee, die sich auch in einem breiten Spektrum von Stilen wohlfühle.
Nach Ansicht von Karl Ackermann, der das Album in All About Jazz rezensierte, ist das unaufdringliche Eisenstadt-Duo „O'Saris“ mit Nuancen und Schichten strukturiert, die Drums würden subtil über die Melodie spülen. „Lullaby“ von der Alternative-Rock-Band Low aus Minnesota und hier mit Nels Cline sei ein umwerfendes Stück. Clines Spiel sei angemessen traumartig, während Schönbeck eine fast menschlich erscheinende Stimme heraufbeschwöre, um ihre eindringliche Interpretation zu begleiten. Mark Dressers gestrichener Bass in „Absence“ verleihe dem Stück eine feierliche Anmutung, aber die Improvisationen vermitteln eine subtil festliche Note. In den drei Improvisationen spiele jeder mit Tönen, erweiterten Techniken und spontanen Vorstellungen, was zu unerwarteten Entscheidungen und Richtungen führe.